# История русской авиации (монеты)
Памятные монеты Центрального банка Российской Федерации, посвященные истории развития русской авиации.

## История выпуска
Выпуск памятных монет серии «История русской авиации» был начат 1 апреля 2010 года Банком России. Были выпущены в обращение две серебряные монеты номиналом 1 рубль каждая. 3 мая 2011 года состоялся выпуск в обращение продолжения серии — двух серебряных монет номиналом 1 рубль. Эти монеты посвящены истории развития русской авиации, а именно следующим известным летательным аппаратам: Русскому витязю, Суперджету-100, Ту-144, У-2. 1 марта 2012 выпущены в обращение монеты «И-16» и «Ил-76». 1 марта 2013 выпущены в обращение монеты «АНТ-25» и «ТУ-160». 3 февраля 2014 года были выпущены в обращение монеты «Як-3» и «Бе-200». Тематика серии частично перекликается с рядом монет, посвящённым Вооружённым Силам Российской Федерации.

### 2010
| Изображение | Описание | Примечание |
| ----------- | --- | --- |
|             | В центре — эмблема Банка России (двуглавый орёл с опущенными крыльями, под ним — надпись полукругом «БАНК РОССИИ»), обрамленная кругом из точек и надписями по кругу — вверху: «ОДИН РУБЛЬ», внизу: слева — обозначения драгоценного металла и пробы сплава, в центре — дата выпуска «2010 г.», справа — содержание химически чистого металла и товарный знак Санкт-Петербургского монетного двора (СПМД). | Единый аверс для монет данной серии, выпущенных в 2010 году. - Оформление гурта: 200 рифлений. - Чеканка: Санкт-Петербургский монетный двор (СПМД). |
|             | Русский витязь На переднем плане расположен биплан, под ним — надпись в две строки: «РУССКИЙ ВИТЯЗЬ», вверху по окружности — надпись: «ИСТОРИЯ РУССКОЙ АВИАЦИИ» | - Каталожный номер: 5109-0094 - Художники реверса: А. А. Брынза, Л. А. Евдокимова. - Скульптор: И. С. Комшилов. Первый в мире четырёхмоторный самолёт, созданный в России в 1912—1913 гг. Его первый полёт был совершён в мае 1913 г. 2 августа 1913 г. на нём был установлен мировой рекорд продолжительности полёта — 1 час 54 мин. |
|             | Сухой Суперджет-100 На цветном поле диска — современный самолёт, под ним — надпись: «СУХОЙ СУПЕРДЖЕТ-100», слева — стилизованное изображение инверсионных следов в виде трёх волнистых линий, вверху по окружности — надпись: «ИСТОРИЯ РУССКОЙ АВИАЦИИ». | - Каталожный номер: 5109-0095 - Художники реверса: А. А. Брынза, Л. А. Евдокимова. - Скульптор: И. С. Комшилов. |

### 2011
| Изображение | Описание | Примечание |
| ----------- | --- | --- |
|             | В центре — эмблема Банка России (двуглавый орёл с опущенными крыльями, под ним — надпись полукругом «БАНК РОССИИ»), обрамленная кругом из точек и надписями по кругу — вверху: «ОДИН РУБЛЬ», внизу: слева — обозначения драгоценного металла и пробы сплава, в центре — дата выпуска «2011 г.», справа — содержание химически чистого металла и товарный знак Санкт-Петербургского монетного двора (СПМД). | Единый аверс для монет данной серии, выпущенных в 2011 году. - Оформление гурта: 200 рифлений. - Чеканка: Санкт-Петербургский монетный двор (СПМД). |
|             | Ту-144 В центре диска — изображение летящего реактивного самолета, за ним на синем поле — четыре закругленные белые полосы, символизирующие инверсионный след, справа внизу — горизонтальная надпись: «TУ-144», справа вверху вдоль канта — надпись полукругом: «ИСТОРИЯ РУССКОЙ АВИАЦИИ». | - Каталожный номер: 5109-0099 - Художник реверса: А. А. Брынза. - Скульптор: А. А. Брынза. Советский сверхзвуковой пассажирский самолёт. Производился в Воронеже. Являлся первым из двух сверхзвуковых авиалайнеров, которые когда-либо использовались авиакомпаниями для коммерческих перевозок. |
|             | У-2 В центре диска — изображение биплана с двумя пятиконечными звездами, на фюзеляже и на хвостовом киле, за ним на голубом фоне — пять закругленных белых полос, три слева и две справа; слева вверху, над крылом самолета — горизонтальная надпись: «У-2», слева внизу вдоль канта — надпись полукругом: «ИСТОРИЯ РУССКОЙ АВИАЦИИ».                                                                      | - Каталожный номер: 5109-0100 - Художник реверса: А. А. Брынза. - Скульптор: А. А. Брынза. Один из самых массовых самолётов в мире. Разрабатывался для первоначального обучения лётчиков и обладал хорошими пилотажными качествами.                                                               |

### 2012
| Изображение | Описание | Примечание |
| ----------- | --- | --- |
|             | В центре — эмблема Банка России (двуглавый орёл с опущенными крыльями, под ним — надпись полукругом «БАНК РОССИИ»), обрамленная кругом из точек и надписями по кругу — вверху: «ОДИН РУБЛЬ», внизу: слева — обозначения драгоценного металла и пробы сплава, в центре — дата выпуска «2012 г.», справа — содержание химически чистого металла и товарный знак Санкт-Петербургского монетного двора (СПМД). | Единый аверс для монет данной серии, выпущенных в 2012 году. - Оформление гурта: 200 рифлений. - Чеканка: Санкт-Петербургский монетный двор (СПМД). |
|             | И-16 В центре диска на светлом поле — винтовой самолет-моноплан в полете с правым креном, цвет сегмента диска над ним плавно переходит от светлого в аквамариновый, под самолетом на полусегменте аквамаринового цвета, в светлом четырёхугольнике — горизонтальная надпись: «И-16», внизу вдоль канта — надписи, слева: «ИСТОРИЯ», внизу и справа на аквамариновом участке поля: «РУССКОЙ АВИАЦИИ».       | - Каталожный номер: 5109-0104 - Художник и скульптор реверса: А. А. Брынза. Самолет-истребитель И-16, созданный под руководством Н. Н. Поликарпова в 1934 году, был одним из самых быстроходных и маневренных истребителей своего времени. Самолет применялся в войнах в Испании, на Халхин-Голе и на фронтах Великой Отечественной войны.                                                                                           |
|             | Ил-76 В центре диска на светлом поле — летящий четырёхмоторный реактивный самолет, цвет сектора диска над ним плавно переходит от светлого в синий, под самолетом слева на синем треугольнике — горизонтальная надпись: «ИЛ-76», внизу на полосе, расположенной вдоль канта, надпись — на её синем участке слева: «ИСТОРИЯ», на светлом справа: «РУССКОЙ АВИАЦИИ».                                         | - Каталожный номер: 5109-0105 - Художник и скульптор реверса: А. А. Брынза. Средний военно-транспортный самолет ИЛ-76 разработан в КБ С. В. Ильюшина. Он стал первым в СССР самолетом такого предназначения с турбореактивным двигателем. Первый полет на нём совершен в 1971 году. В 1976 году ИЛ-76 принят на вооружение. В настоящее время он составляет основу самолетного парка военно-транспортной авиации России и стран СНГ. |

### 2013
| Изображение | Описание | Примечание |
| ----------- | --- | --- |
|             | В центре — эмблема Банка России (двуглавый орёл с опущенными крыльями, под ним — надпись полукругом «БАНК РОССИИ»), обрамленная кругом из точек и надписями по кругу — вверху: «ОДИН РУБЛЬ», внизу: слева — обозначения драгоценного металла и пробы сплава, в центре — дата выпуска «2013 г.», справа — содержание химически чистого металла и товарный знак Санкт-Петербургского монетного двора (СПМД). | Единый аверс для монет данной серии, выпущенных в 2013 году. - Оформление гурта: 200 рифлений. - Чеканка: Санкт-Петербургский монетный двор (СПМД). |
|             | АНТ-25 В центре диска на сером матовом фоне земного шара — винтовой самолет, над ним слева — надпись: «АНТ-25», внизу на полосе вдоль канта — надпись синего цвета: «ИСТОРИЯ РУССКОЙ АВИАЦИИ». | - Каталожный номер: 5109-0107 - Художник реверса: А. А. Брынза. - Скульптор: А.Н. Бессонов.                                                         |
|             | ТУ-160 В центре диска на сером матовом фоне земного шара — современный реактивный самолет с крылом стреловидной формы, под ним справа — надпись «ТУ-160», внизу на полосе вдоль канта — надпись синего цвета: «ИСТОРИЯ РУССКОЙ АВИАЦИИ». | - Каталожный номер: 5109-0108 - Художник реверса: А. А. Брынза. - Скульптор: А.Н. Бессонов.                                                         |

### 2014
| Изображение | Описание | Примечание |
| ----------- | --- | --- |
|             | В круге, обрамленном бусовым ободком, расположено рельефное изображение эмблемы Банка России — двуглавого орла с опущенными крыльями, под ним надпись полукругом "БАНК РОССИИ", а также по окружности имеются надписи, разделенные точками: номинал монет — "ОДИН РУБЛЬ" и дата — "2014 г.", между ними проставлены обозначение металла по Периодической системе элементов Д.И. Менделеева, проба сплава, товарный знак Санкт-Петербургского монетного двора и масса драгоценного металла в чистоте. | Единый аверс для монет данной серии, выпущенных в 2014 году. - Оформление гурта: 200 рифлений. - Чеканка: Санкт-Петербургский монетный двор (СПМД). |
|             | Як-3 Рельефное изображение самолета Як-3 на фоне выполненных в цвете сегментов вверху и внизу, имеются надписи: вверху по окружности — "ИСТОРИЯ РУССКОЙ АВИАЦИИ", под самолетом — "ЯК-3". | - Каталожный номер: 5109-0109 - Художник реверса: А.А. Брынза. - Скульптор: А.Н. Бессонов.                                                          |
|             | Бе-200 Рельефное изображение самолета Бе-200 на фоне выполненных в цвете сегментов вверху и внизу, имеются надписи: вверху по окружности — "ИСТОРИЯ РУССКОЙ АВИАЦИИ", под самолетом — "БЕ-200". | - Каталожный номер: 5109-0110 - Художник реверса: А.А. Брынза. - Скульптор: А.Н. Бессонов.                                                          |

### 2016
| Изображение | Описание | Примечание |
| ----------- | --- | --- |
|             | В центре — эмблема Банка России (двуглавый орёл, под ним — горизонтальная надпись «БАНК РОССИИ»), надписи по кругу — вверху: «Российская Федерация», внизу: слева — обозначения драгоценного металла и пробы сплава, в центре — дата выпуска «2016 г.», справа — содержание химически чистого металла и товарный знак Санкт-Петербургского монетного двора (СПМД). | Единый аверс для монет данной серии, выпущенных в 2016 году. - Оформление гурта: 200 рифлений. - Чеканка: Санкт-Петербургский монетный двор (СПМД). |
|             | Су-25 Рельефное изображение самолета Су-25. | - Каталожный номер: 5109-0115 - Художник реверса: А.А. Брынза. - Скульптор: А.Н. Бессонов.                                                          |
|             | Ла-5 Рельефное изображение самолета Ла-5. | - Каталожный номер: 5109-0116 - Художник реверса: А.А. Брынза. - Скульптор: А.Н. Бессонов.                                                          |

| Номинал | Качество | Металл, проба    | Масса общая, г | Содержание химически чистого металла не менее, г | Диаметр, мм   | Толщина, мм  | Тираж, шт.           |
| ------- | -------- | ---------------- | -------------- | ------------------------------------------------ | ------------- | ------------ | -------------------- |
| 1 рубль | пруф     | серебро 925/1000 | 8,53 (±0,09)   | 7,78                                             | 25,00 (±0,20) | 2,20 (±0,20) | 3000 (каждой монеты) |